# Nuova Nardò Calcio 2001-2002
Questa voce raccoglie le informazioni riguardanti  la Nuova Nardò Calcio nelle competizioni ufficiali della stagione 2001-2002.

## Rosa
| N. |                   | Ruolo | Calciatore           |
| -- | ----------------- | ----- | -------------------- |
|    | Italia (bandiera) | D     | Salvatore Alfieri    |
|    | Italia (bandiera) | C     | Giovanni Baratto     |
|    | Italia (bandiera) | C     | Simone Berardi       |
|    | Italia (bandiera) | P     | Gabriele Brillantina |
|    | Italia (bandiera) | P     | Sergio Bruno         |
|    | Italia (bandiera) | C     | Francesco Cantatore  |
|    | Italia (bandiera) | D     | Raimondo Catalano    |
|    | Italia (bandiera) | C     | Fabrizio Catelli     |
|    | Italia (bandiera) | C     | Francesco Cavaliere  |
|    | Italia (bandiera) | A     | Luca Cichella        |
|    | Italia (bandiera) | D     | Gianluca Esposito    |
|    | Italia (bandiera) | A     | Giacomo Galli        |
|    | Italia (bandiera) | A     | Fabio Gentili        |
|    | Italia (bandiera) | C     | Emanuele Germano     |
|    | Italia (bandiera) | A     | Luca Ghirardelli     |
|    | Italia (bandiera) | C     | Angelo Giacalone     |
|    | Italia (bandiera) | D     | Davide Giansante     |
|    | Italia (bandiera) | D     | Vito Incraviglia     |
|    | Italia (bandiera) | D     | Nicola Lanotte       |

| N. |                   | Ruolo | Calciatore          |
| -- | ----------------- | ----- | ------------------- |
|    | Italia (bandiera) | C     | Giuseppe Lo Polito  |
|    | Italia (bandiera) | C     | Claudio Luciani     |
|    | Italia (bandiera) | D     | Stefano Marcucci    |
|    | Italia (bandiera) | D     | Michele Marzini     |
|    | Italia (bandiera) | D     | Stefano Mastroianni |
|    | Italia (bandiera) | P     | Simone Annibaldi    |
|    | Italia (bandiera) | P     | Massimo Negro       |
|    | Italia (bandiera) | A     | Armando Ortoli      |
|    | Italia (bandiera) | A     | Giorgio Panesi      |
|    | Italia (bandiera) | C     | Carmine Passalacqua |
|    | Italia (bandiera) | C     | Cristian Presicce   |
|    | Italia (bandiera) | D     | Rudy Previderio     |
|    | Italia (bandiera) | C     | Carlo Ricchetti     |
|    | Italia (bandiera) | D     | Antonio Rogazzo     |
|    | Italia (bandiera) | D     | Antonio Ruggiero    |
|    | Italia (bandiera) | A     | Giulio Russo        |
|    | Italia (bandiera) | A     | Davide Taurino      |
|    | Italia (bandiera) | D     | Fabrizio Tridente   |
|    | Italia (bandiera) | C     | Giuseppe Vives      |